# Peruaanse rinkelboom
De Peruaanse rinkelboom (Thevetia peruviana) of gele oleander is een plant uit de maagdenpalmfamilie (Apocynaceae). Het is een rijkvertakte, groenblijvende struik of kleine boom met een bossige kroon, die tot 10 m hoog kan worden, maar in cultuur zelden hoger dan 4 m wordt. Alle delen van de plant zijn net als bij de verwante oleander (Nerium oleander) giftig. De Peruaanse rinkelboom bevat thevetine en een aantal verwante stoffen die als glycosiden die op het hart werken. De bladeren zijn afwisselend geplaatst, aan de bovenzijde glanzend groen, aan de onderzijde mat groen, leerachtig, lancetvormig, aan beide eindes toegespitst en 7-15 × 0,5-1,5 cm groot.
De plant bloeit in de tropen het hele jaar door met bloemen die slechts een dag openblijven. De gele of minder vaak oranje, sterk geurende bloemen zijn alleenstaand of staan met enkele bijeen aan het einde van de twijgen. Ze zijn 3-7 cm lang en hebben een smalle, maar plotseling verwijdende, trechtervormige kroonbuis en vijf breed afgeronde, tot 4 cm lange, schroefvormig gedraaide, elkaar overlappende kroonslippen. De vruchten zijn vierkantig afgeplatte, 2,5-3 × 3-4 cm grote steenvruchten met een harde, hoekige binnenwand. De vruchten zijn eerst geel, daarna rood, waarna ze zwart indrogen. Ze bevatten twee tot vier afgeplatte zaden. De consumptie van een enkele vrucht kan dodelijk zijn. Twintig gram van de bladeren zijn dodelijk voor een paard, voor koeien is nog minder al genoeg.

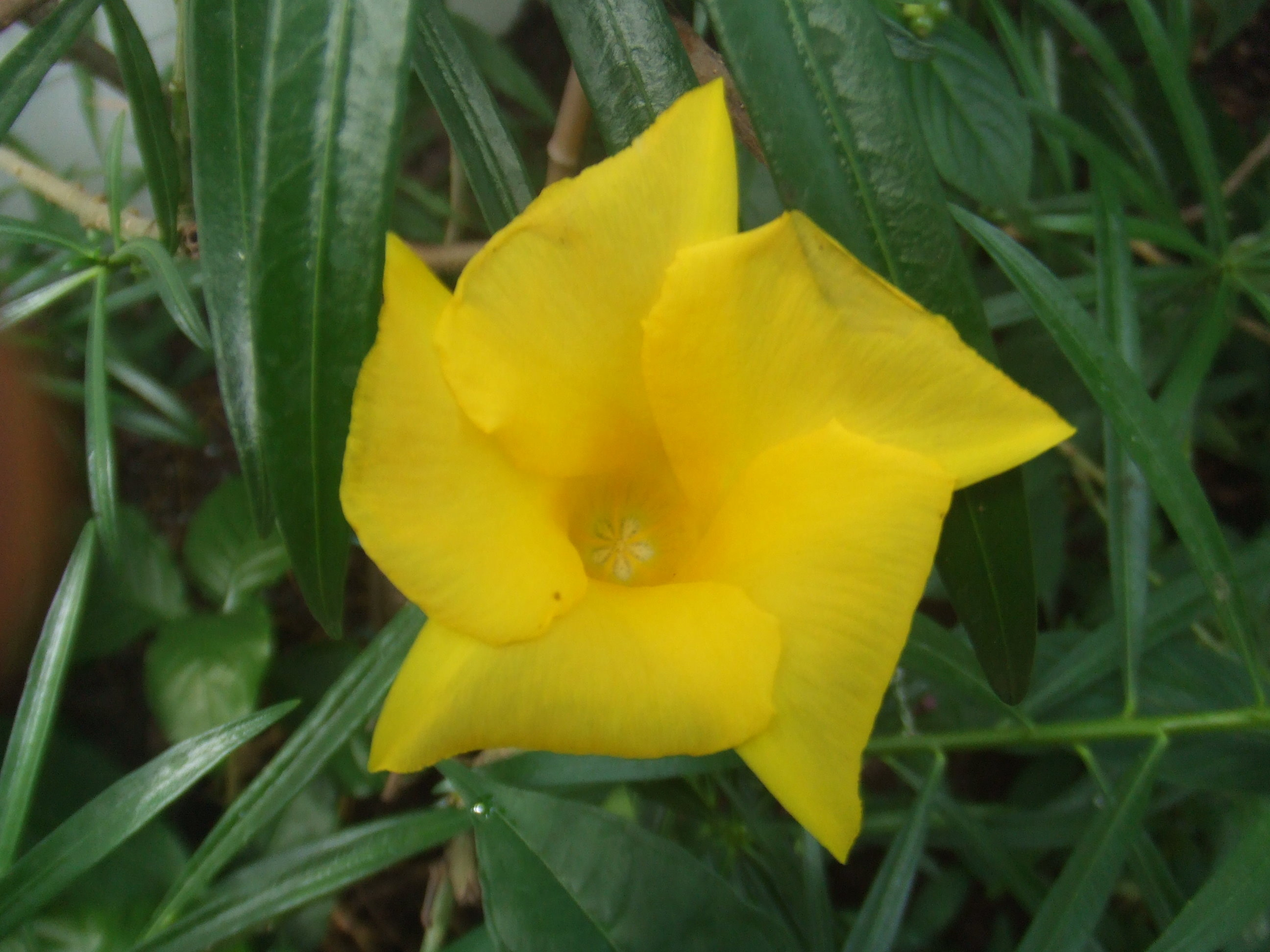
Bloem

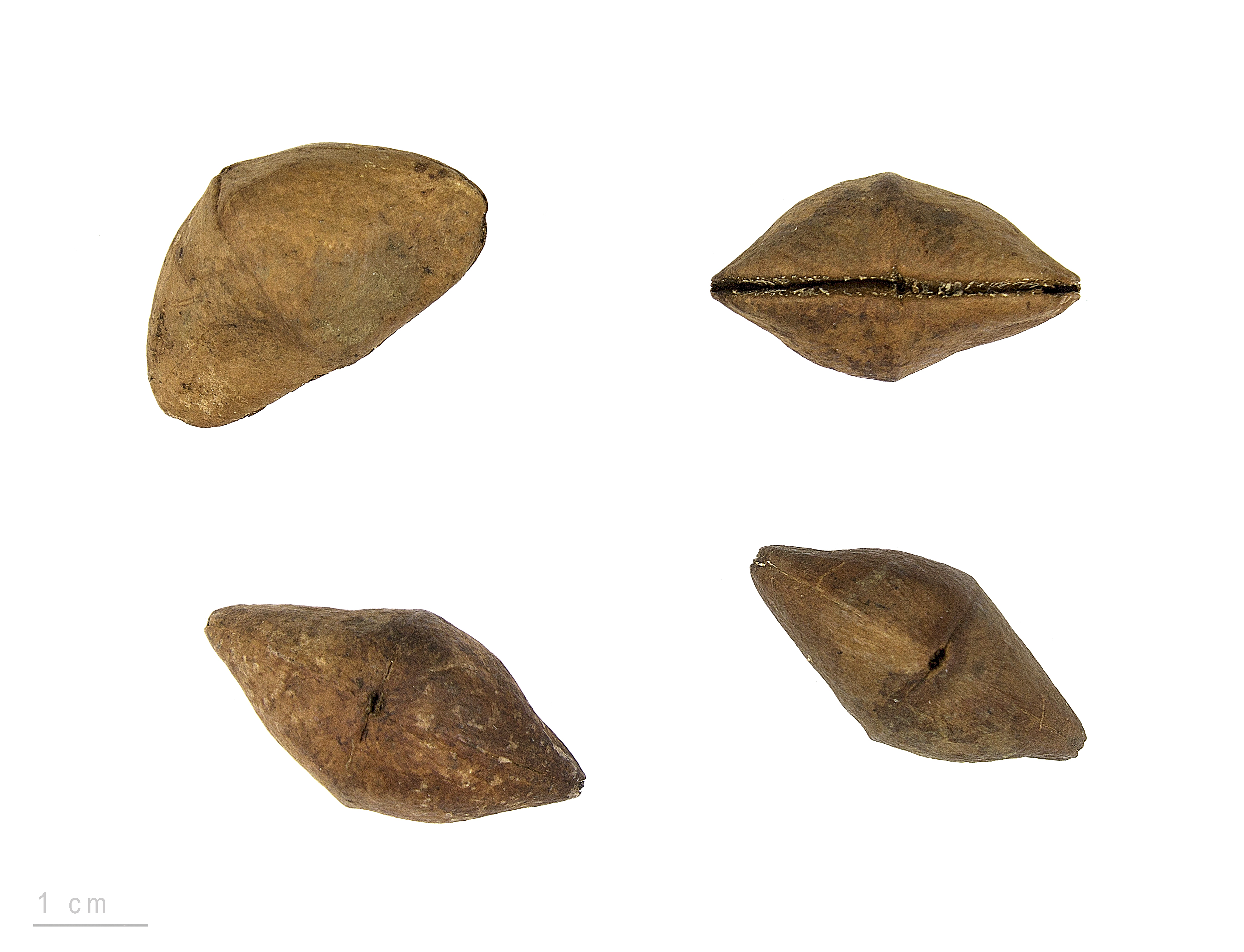

De Peruaanse rinkelboom komt van nature voor in de tropen van Midden- en Zuid-Amerika. Tegenwoordig is de soort wereldwijd in de tropen ingeburgerd.
In Mexico wordt een verdunning van het melksap gebruikt tegen koorts, kiespijn en maagzweren. Ook wordt het toegepast als visvergif. Van de harde wanddelen van de vruchten worden halskettingen en kleppers. gemaakt. De bloemen worden in Azië door boeddhisten en hindoes in bloemenoffers verwerkt.